# Конфедерація незалежних систем
Конфедерація незалежних систем (КНС) (англ. Confederacy of Independent Systems, CIS), також відома як Союз сепаратистів/Альянс сепаратистів (англ. Separatist Alliance), Конфедерація сепаратистів (англ. Separatist Confederacy), Коаліція сепаратистів (англ. Separatist coalition) або просто Сепаратисти — вигадана сепаратистсько-військова організація та частково визнана держава у всесвіті Зоряних Війн, створеного Джорджом Лукасом, що вперше з'явилась в другому епізоді трилогії приквелів та в її продовжень.
Організація складалась з тисячі різних планетарних і секторних урядів, які прагнули незалежності від Галактичної Республіки після Набуанської кризи та невдоволення економічною політикою Галактичного сенату. Її таємно підтримували інші великі галактичні системи, такі як: Торговельна федерація, Техносоюз, Кооперативний союз, Банківський клан та інші.
Організація була створена колишнім Джедаєм та лордом Ситхів Графом Дуку на противагу Республіки, де він мав звання голови держави. Основною військовою силою була — Сепаратистська армія бойових дроїдів, очолювана Генералом Грівусом, які створювались за рахунок фінансування систем, що входили до складу організації. Протягом трьох років армія дроїдів вела війну проти Великої галактичної армії, яка складалась зі солдатів-клонів, очолюваних орденом Джедаїв, за контроль над планетами Галактики. Військовий конфлікт був розширений на декілька фронтів, який пізніше отримав назву «Війни Клонів».
Війна під сепаратистами та клонами була зрежисована Верховним канцлером Республіки Шивом Палпатіном, який був також таємним лордом Ситхів на ім'я Дарт Сідіус, як план остаточного узурпування влади. Після смерті Графа Дуку від рук Енекіна Скайвокера, за планом Палпатіна, та смерті Генерала Грівуса від рук Обі-Вана та утворення Галактичної імперії під кінець війни, організація була розформована, а її армія деактивована. Під кінець війни, торговельні групи, які надавали підтримку організації, були націоналізовані, і більшість з решти зоряних систем перейшли на сторону Галактичній Імперії, добровільно або під загрозою.

## Передісторія
Через невдалу політику Галактичного Сенату пов'язаної з корупцією та бюрократією, майстер-джедай Граф Дуку розчарувався у політиці Республіки. Він почав розповсюджуючи агітації на багатьох планетах, пропагуючи ідею утворення нового уряду на місце тодішньої влади. Таким чином, по Галактиці почались ширитись сепаратистські настрої. Пізніше цей сепаратистський рух перетворився на, Конфедерацію незалежних систем, організацію, що була на створена противагу Галактичної республіки, на чолі з Графом Дуку. Організація складалась з кількох міжгалактичних систем: Торговельна федерація, Кооперативний союз, Техносоюз, Банківський клан та інших організацій, які прагнули незалежності від Республіки через її корумпованість. Попри те що Республіка визнала членів організації, формально вона відмовлялась визнавати КНС як самостійний уряд, вважаючи, що це легітимізує його.
Таємно, Граф Дуку носив ім'я Дарта Тирануса та був ситхом-учеником Дарта Сідіуса, який попередньо був пов'язаний з Торговельною федерацією та стояв за її вторгненням у Набу. Він маскувався під Верховного канцлера Галактичної республіки Шива Палтатіна та використовував Графа Дуку у ролі публічного лідера КНС, як план Ситхів по знищенню Ордену Джедаїв та узурпування влади. Саме він почне маніпулювати головою Торговельної федерації, Нутом Ґанреєм, для початку блокади Набу, що пізніше призведе до створення конфедерації. 24 до Б. Я. Граф Дуку офіційно оголосив про створення Конфедерації незалежних систем на планеті Раксус Прайм. З того часу, планета стала основною ціллю Республіки.
Хоч організація не з'являлась та не згадувалась у Зоряних війнах: Прихована Загроза, однак армія бойових дроїдів під керівництвом Торгової Федерації, які сприяли блокаді Набу, стали головною військовою силою конфедерації у майбутніх фільмах та анімаційних серіалах.

## Поява у медіа

### Зоряні Війни: Атака клонів
Вперше ця організація з'являється у другому фільмі трилогії приквелів. Ділери сепаратистів провели зустріч в Геоносесі, на території якого знаходилась новозбудована армія КНС, для ухвалення угоди про приєднання інших галактичних систем до складу конфедерації та об'єднання дроїдів Торговельної федерації та Техносоюзу в одне військо. Разом з цим Граф Дуку разом з іншими лідерами сепаратистів тримали план розробки майбутньої надзброї, яка пізніше отримала назву "Зірка смерті".
Пізніше, Сепаратисти взяли у полон Обі-Вана Кенобі, Енекіна Скайвокера та Падме Амідалу, всі троє були приговорені до страти. Сепаратисти прив'язали їх посередині гладіаторської арени та випустили на арену для їхньої смерті галактичних істот. Перш ніж їм вдається їх стратити, група Джедаїв та солдатів-клонів на чолі з Мейсом Вінду вчасно їх рятує. Армія дроїдів вступає бій з клонами та Джадаями. Зрештою, Джедаям та клонами вдається підступити з поля бою, врятувавши двох Джедаїв та сенаторку Падме. Разом з цим армія клонів розпочинають масштабні між армією дроїдів, в яких армії  та змушують Дуку разом з іншими лідерами сепаратистів відступити. Перша битва за Геоносис стала початком масштабного військового конфлікту між Республікою та Сепаратистами — Війни клонів.

### Зоряні Війни: Війни клонів
Анімаційний серіал 2003 року показує продовження подій після другого фільму трилогії приквелів. Серіал створений студією Lucasflim під керівництвом Геннді Тартаковського та Джорджа Лукаса. Перші кілька епізодів розповідаю про таємні фабрики на планеті Муніліс, де будуються значні армії дроїдів і великі кораблі, прихованих Банківським кланом. Тим часом Клан наймає мисливця за головами на ім'я Дарг, для очолення армії дроїдів на полі бою. За наказом канцлера Палпатіна, армія Республіки на чолі з Обі-Ваном Кенобі разом з Енекіном Скайвокером вирушають на планету для проведення операції для перемоги над армією дроїдів. Під час операції, Енекін командує повітряним флотом, в той час Обі-Ван — наземним десантом.

Другий том мультсеріалу починається з того, що Обі-Ван насилає військо клонів до планети Хіпорі для порятунку Джедаїв від Генерала Грівуса. Пізніше Грівус очолює атаку на столицю Республіки Куросант для викрадення канцлера Палпатіна. Попри зусилля Йоди, Мейса Вінду, Шак ті та інших Джедаїв, йому вдається захопити канцлера в полон. Перш ніж Грівус встигає зайти на корабель, Мейс Вінду використовує техніки силового здавлення, наносячи значне пошкодження кіборгу, що пізніше сильно вплине на роботу механізмів у його тілі.
На початку мультфільму, Обі-Ван разом з Енекіном разом з військами клонами перебувають на обороні планети Христопсис від армії сепаратистських дроїдів. Після невдалого наступу на позицію армії Республіки, сепаратисти були вимушені відступити. Через деякий час, Капітан Рекс повідомляє, що дроїди у своєму арсеналі мають купол з силового поля, який блокує постріли з бластерів, маючи перевагу у битві. Після розробляння плану, Енекін разом зі своїм падаваном Асокою Тано пробиваються до генератора силового поля, коли дроїди просуваються до центру міста. Тим часом, Обі-Ван фальшиво здається в полон перед генералом сепаратистів та починає перемовини, аби виграти час. Коли Енекін разом з Асокою знищують генератор, клони відкриваються вогонь по дроїдам, здобуваючи перемогу.
Конфедерація незалежних систем та армія дроїдів були основними антагоністами протягом усього мультсеріалу, воюючи з армією Галактичної республіки на кількох фронтах за контроль над планетами.

### Зоряні Війни: Помста ситхів
На момент третього фільму, війська клонів разом з генералами-джедаями впродовж трьох років ввела битви на кількох фронтів про армії сепаратистів. Фільм починається одразу після завершення Війни клонів 2003 року. Обі-Ван та Енекін вирушають на місію з порятунку Палпатіна від полону на головному корпусі сепаратистів після битви за Куросант. Обидва джедаї вступають у бій з Графом Дуку, в кінці якого Енекін страчує Дуку перед Палпатіном за його наказом. Через кілька хвилин, вони наштовхуються на Генерала Грівуса та його дроїдів. Під час пошкодження корабля, Грівус вимушено тікає. Після новини про смерть Дуку, Грівус, на планеті Утапау, наказує членами Ради Сепаратистів вирушати на Мустафар. В цей ж час, Обі—Ван прибуває на Утапау до бази сепаратистів. Там він знову зустрічається з Грівусом, з якими у нього розпочинається двобій, де вкінці Кенобі вбиває Грувіса. Тим часом, Йода вирушає на Кешік, рідку планету раси Вукі та Чубаки, для оборони від сепаратистських дроїдів. Клони все ще вели бої між сепаратистами, коли Дарт Сідіус оголосив наказ 66, який перевернув напрямок війни. В цей ж час, Енекін прибуває на Мустафар та вбиває решту лідерів сепаратистів, після чого Сідіус оголошує про завершення Війни клонів та утворення Галактичної Імперії перед Галактичним Сенатом. Після створення Галактичної Імперії, майже всі дроїди КНС були деактивовані і решта системи, які були у складі організації, приєднались до Імперії.

## Члени організація
- Дарт Сідіус (формально)
- Граф Дуку
- Генерал Грівус
- Асажж Вентрес
- Джанго Фетт
- Кед Бейн (формально, як найманець)

### Очільники планет
- Нут Ґанрей (Торговельна федерація)
- Лессер Пагло (Геонозис)
- Ват Тембор (Техносоюз)
- Сан Хіл (Міжгалактичний банківський клан)
- Шу Мей (Комерційна гільдія)
- Пасел Аргенте (Кооперативний союз)
- Сенатор Агіли Рогва Водрата
- Пре Вірзла (Мандалор, тимчасово)

### Військові командири
- Адмірал Тренч
- Генерал Лок Дурд
- Капітан Мак Туук
- Ріфф Тамсон
- Дартс Д'Нар
- Осі Собекс
- Генерал Вхорм Лоатхсом
- Генерал Калані

## Планети Конфедерації Незалежних Систем
- Датомір
- Мустафар
- Геонозис
- Мон Кала
- Умбара
- Раксус Секундус
- Фелуція
- Хрістофсіс
- Андо
- Флоррум
- Гворі
- Фалін

## Структура

### Уряд
Найвищою посадою КНС була «Голова держави», а виконавчим органом — Рада сепаратистів. Разом з ним, виконавчим органом також був — Сепаратистський парламент, який займався дипломатичними та цільними справами. Офіційна назва командувача Збройних сил КНГ — Верховний командувач армії сепаратистських дроїдів, цю посаду займав Генерал Грівус.

### Політика
Першою столицею Конфедерації була планета Геонозис, однак після битви за Геонозис та початку Війни клонів, КНС вимушена була переміститися на більш безпечну планету, в той же час ведучи бої проти армії Республіки за контроль на Геонозисом. Пізніше планета Раксус Секундус, або проти Раксус, стала другою столицею конфедерації та місце розташування Сенату. Основним містом планети Раксус було Раксуліон.

### Збройні сили
Збройні сили КНС в основному складалися з бойових дроїдів, зброї і кораблів, які колись використовувалися корпораціями керівництва як приватна охорона. Об'єднавши свої дроїдні сили разом, КНС вдалося створити армію настільки масивну, що вона потенційно могла повалити Республіку і, як правило, називалася армією дроїдів. Бойові дроїди виготовлялись на заводах планет підконтрольних конфедерації завдяки фінансам систем, що входили до складу конфедерації: Торговельна Федерація, Комерційна Гільдія, Техносоюз та Кооперативний Альянс. У той час як в основному формувалися з дроїдів, різні органічні сили також воювали за сили КНС під час війни, включаючи мисливців за головами, контрабандистів і навіть темних джедаїв, багато з яких служили офіцерами високого рангу. Бойові дроїди виготовлялись спільно Торговельною федерацією та Техносоюзом. Різні світи, які приєдналися до КНС, асимілювали свої війська. Бойові дроїди сепаратистів поділялись на кілька моделей. Під кінець війни клонів, загальна кількість бойових дроїдів складалась від 1 мільярда до 1 квадрильйон:

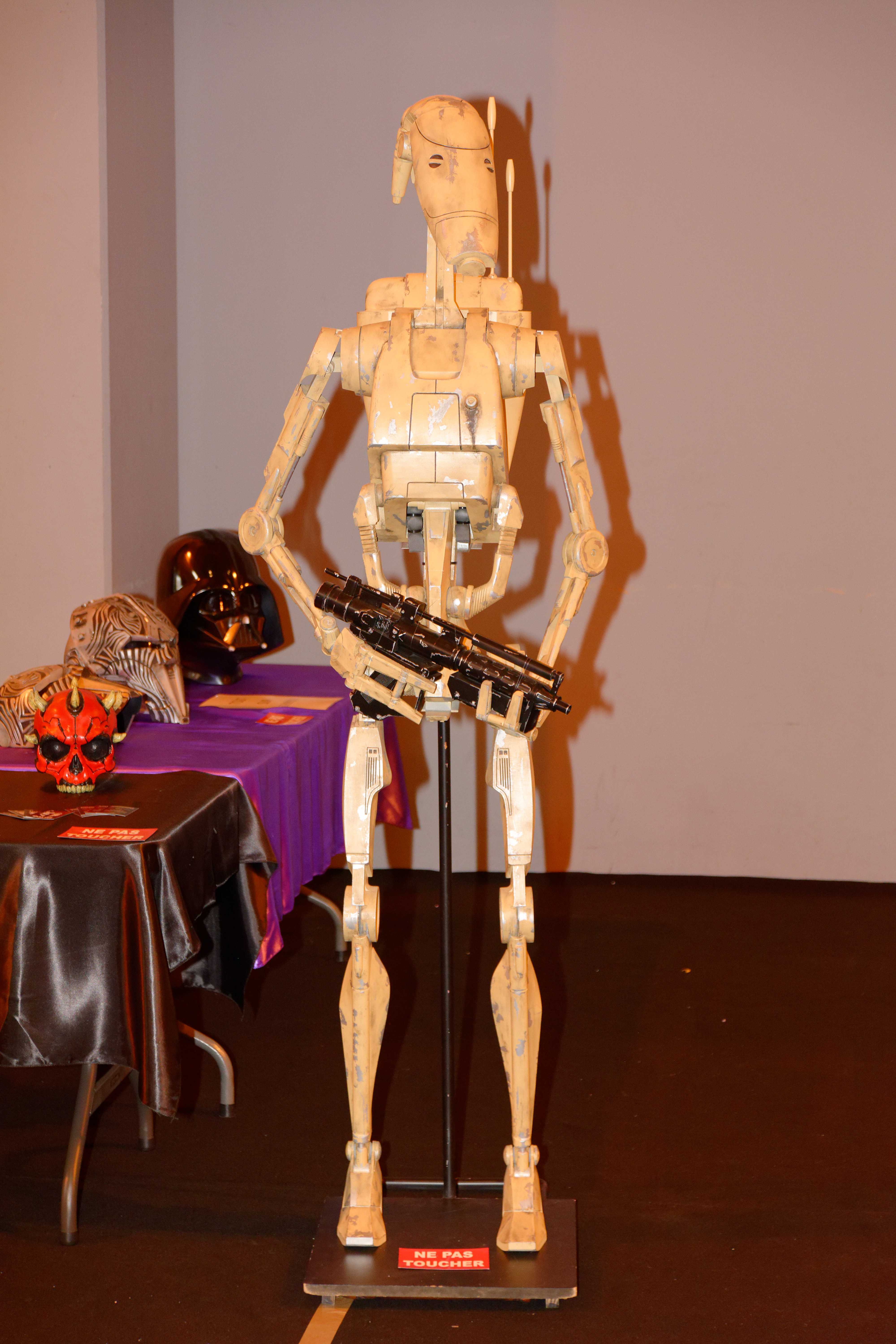
Бойовий дроїд В1

- Бойовий дроїд B1 — найпростіша та масштабніша модель дроїдів за виробництвом, за рахунок своєї низької ціни на їхнє виробництва. З самого початку виготовлялись як особиста охорона та військова сила Торгової Федерації. Брали участь в усіх основних битвах під час періоду Війн клонів. Завдяки своїй кількості вони мали перевагу у боях, хоч і мали найпримітивніший вид броні серед інших. Бойові дроїди розвідники пересувались на військовій техніці під назвою СТАП, що була подібною до мотоциклу та надавала можливість до швидкого пересування на відміну від танків. Дроїди з жовтими відмітками на тілі носили звання офіцера та керували групою дроїдів для охорони будівель та кораблів. Дроїди, що виконували завдання особистої охорони вищих чинів конфедерації, мали натомість червоні позначки. Дроїди пілоти мали сині відтінки на тілі, танкісти були позначені зеленими відтінками.
  - Ракетний бойовий дроїд B1 — модифікована версія бойового дроїда В1, що була оснащена реактивним ранцем та мала здатність пересуватись у відкритому космосі. Ці дроїди використовувались для вполювання рятувальних капсул з вижившими клонами після битв у відкритому космосі за участі космічних кораблів Республіки та Конфедерації.
  - Бойовий дроїд-пожежник — спеціально-запрограмований дроїд, що створений для гасіння пожеж, будучи оснащеним вогнегасником.  Вони були пофарбовані в темно-коричневий колір з сірими відтінками та двома жовтими вертикальними смужками.
- Супер бойовий дроїд В2 — покращена версія попередньої моделі з покращеною бронею та з оснащеним подвійним бластером на зап'ясті правої руки, деякі з цих моделей мали бластери на обох зап'ястях, та здатність пускати ракети з зап'ястя. Ця модель дроїда також мала декілька підвидів:
  - Супер бойовий дроїд B2-HA — ця модель В2 дроїда також володіла бластером на зап'ясті, однак також цей дроїд також володів ракетною гарматою на лівій руці. Вони виступали як лідируюча сила під час боїв разом з звичайними бойовими дроїдами.
  - Супер бойовий дроїд B2-RP — був копією звичайного В2 дроїда, однак мав в наявності реактивний ранець, що надало їм більше мобільності на відміну від решти дроїдів.
  - B2-ACM солдат — підвид супер бойового дроїда моделі В2 з потужнішим потрійним бластером на зап'ясті. Вони використовувались у битвах, коли звичайних бойових дроїдів В2 було не достатньо.
  - Кортосісовий супер бойовий дроїд В2 — ця модель дроїда розроблялась під кінець війни клонів та  мала однакову зовнішність та зброю, що і стандартний бойовий дроїв В2, однак броня цих дроїдів була виготовлена з металу під назвою Кортосіс, який фактично робив їх невразливими до пошкоджень від пострілів з бластерів та ударів світловими мечами. Ці бойові одиниці могли перевернути курс війни на користь сепаратистів, тому коли про них дізнався Палпатін, він видав джедаям та клонам координати заводу на якому їх виробляли. Після цього Республіка знищив завод, перш ніж ці дроїди поступили в масове виробництво.
- BX командо-дроїд — мали міцнішу броню у комплекті разом з підвищеною мобільністю. Як зброю вони використовували стандартний бластер дроїдів та вайбромеч. Вони могли мімікрувати голос інших людей, наприклад клонів, та діяти як диверсанти за спинами ворогів. Командо-дроїди були добре запрограмовані та мали здатність протистояти групам клонів та битися на рівних з джедаями, однак через таке складне програмування вони не могли масово вироблятися на відміну від інших моделей.
- Дродіка (дроїд-винищувач) — ці моделі дроїдів мали набагато складнішу побудову аніж у інших моделей. Вони могли набувати круглу форму для швидкого пересування, розвиваючи відстань до 75 кілометрів за годину, та стояти на трьох тонких механічних ногах, маючи здібність активувати та генерувати поле у формі щита та відкриваючи вогонь по цілі завдяки своїм подвійним бластерним гарматам на обох руках.
- Аква-дроїд — модифікована модель бойового та танкового дроїда десантного типу. Їхні тіла побудовані для плавання під водою. Їхнє праве зап'ястя оснащене мініатюрною лазерною гарматою. Їхні кінцівки дозволяють швидко розганятися під водою. Ці дроїди використовувались Конфедерацією для атак та оточення водяних планет, таких як Каміно та Мон Кала.
- IG-100 Магнадроїд — високозапрограмовані моделі дроїдів, які також служили особистими тілоохоронцями Генерала Грівуса, Графа Дуку та інших високопосадовців КНС. Магнадроїди були оснащені списами, що по краях також були оснащені електрошокерами. З цією зброєю, вони мали здатність протидіяти світловим мечам джедаїв та битися проти них, навіть після втрати кінцівок або навіть голови.
- Тактичний дроїд — високозапрограмована модель дроїда, що виконувала функцію радника/генерала та створювала плани бою для бойових дроїдів, координуючи їхні дії на полі бою під час битв на фронті проти клонів. Вони знаходились за межами місця бойових дій для створення тактик та стратегій під час битви, оскільки вони маю владу над усіма моделями бойових дроїдів, однак деякі моделі дроїдів мали більше незалежності від команд тактичного дроїда аніж інші. Тактичний дроїд мав три різні види моделей, кожен з який відрізнявся кращим рівнем захисної броні та інтелектом: L-1 тактичний дроїд, військово-стратегічно аналітичний та тактичний дроїд серії ST та військово-стратегічно аналітичний та тактичний дроїд серії T.

## Появи/згадування у медіа
- Зоряні війни: Атака клонів
- Зоряні війни: Помста ситхів
- Зоряні війни: Війни клонів
- Зоряні війни: Війни клонів (2003-2005)
- Зоряні війни: Війни клонів (мультсеріал)
- Зоряні війни: Бракована партія
- Андор
- Зоряні війни: Постанці
- Мандалорець
- Асока (серіал)

### Відеоігри
- Star Wars Battlefront
- Star Wars Battlefront 2
- Star Wars Battlefront 2 (2017)
- Jedi Survivor